# Arsenał Miejski we Lwowie

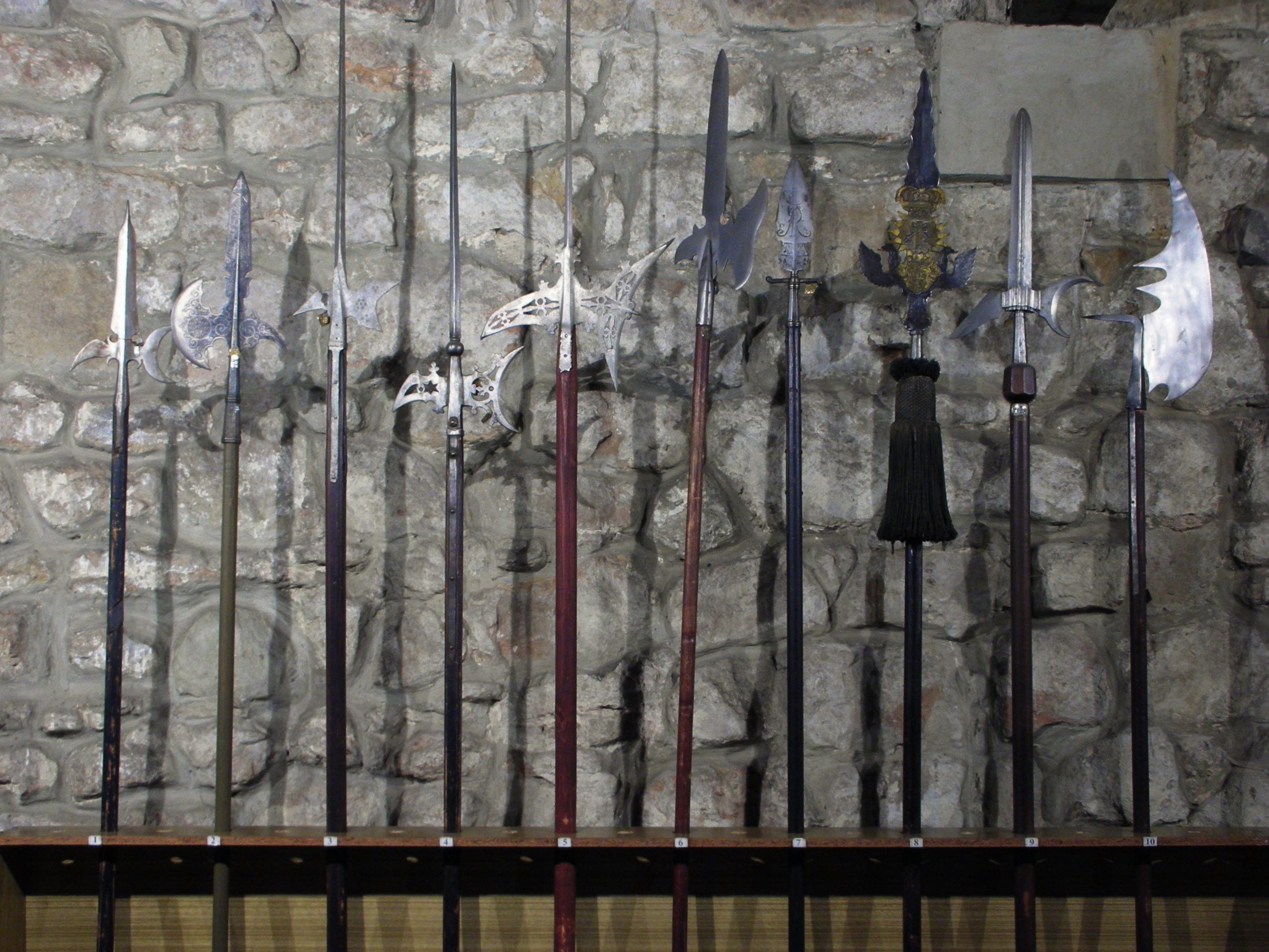
Kolekcja broni w Muzeum Starej Broni „Arsenał”

Arsenał Miejski we Lwowie – arsenał we Lwowie, położony przy ul. Podwale 5 (ukr. вул. Підвальна, 5).

## Historia
Pierwszy arsenał zbudowano we Lwowie w 1430 pomiędzy dwoma pasami murów obronnych. Jego zachodnią ścianę stanowił wewnętrzny mur obronny z XIV w.
Drugi arsenał wzniesiono w tym samym miejscu w latach 1555–1556; został on zniszczony przez pożar w 1571.
Trzeci, zbudowany z kamiennych bloków i z cegły budynek, zachowany do dziś, powstał w latach 1574–1576. Podczas szturmu wojsk szwedzkich w 1704 został on poważnie uszkodzony.
W XVI–XVII w. z arsenałem sąsiadowała ludwisarnia, w której odlewano spiżowe lufy armat i kule żelazne.
W 1799, po rozbiórce murów obronnych, umieszczono na ścianie arsenału, zachowane do dziś, tablice kamienne z rzeźbami i napisami, zdobiące przedtem mury obronne: pośrodku herb Sobieskiego (Janina), z prawej strony herb miasta Lwowa (z 1665) a z lewej – herb hetmana Stanisława Jabłonowskiego, który przyczynił się do umocnienia niszczejących murów obronnych. Usunięto jednocześnie z nisz ściany wschodniej popiersia generałów: Krzysztofa Arciszewskiego i Pawła Grodzickiego.
W latach międzywojennych budynek arsenału oddany był na cele wojskowe. Poddano go starannej restauracji, z zachowaniem i odkryciem pierwotnych murów.
Po restauracji Arsenału Miejskiego, dokonanej w latach 1979–w 1981 umieszczono w nim oddział Muzeum Historycznego – Muzeum Starej Broni „Arsenał” (ukr. Музей зброї «Арсенал») z kolekcją broni białej i palnej.

## Architektura
Arsenał Miejski to obecnie masywny, trzykondygnacyjny budynek, ze sklepieniami krzyżowymi na parterze, długi na 53 m, pokryty wysokim, dwuspadowym dachem. Wewnętrzna elewacja Arsenalu Miejskiego jest dwukondygnacyjna, z krużgankami na piętrze. Obok niego znajdują się 2 zrekonstruowane wieże obronne.